# EuroTrip
EuroTrip é um filme norte-americano dos gênero comédia do ano de 2004 dos mesmos produtores de Road Trip e Old School. É estrelado por Scott Mechlowicz, Jacob Pitts, Michelle Trachtenberg e Travis Wester.
O filme, que narra a história de Scott Thomas, um jovem que decide viajar para Europa com os amigos para encontrar o grande amor de sua vida, foi lançado em 20 de fevereiro de 2004 nos Estados Unidos, 16 de julho na Espanha, 6 de agosto na Itália e 12 de agosto do mesmo ano na Austrália. O DVD foi lançado em 1 de junho de 2004, em uma versão teatral R-rated (91 min) e a versão "sem cortes" (93 min).

## Sinopse
O filme começa na cidade de Hudson, Ohio, onde Scott "Scotty" Thomas é dispensado por sua namorada, Fiona, imediatamente após a formatura do colegial em 2004. Com seu melhor amigo, Cooper Harris, Scotty participa de uma festa de formatura naquela noite, onde a banda toca uma música detalhando o caso que Fiona estava tendo com o cantor da banda.
Scotty retorna para casa bêbado e com raiva e lê um e-mail de seu colega de correspondência alemão, Mieke, que Scotty chama de "Mike", expressando simpatia por Scotty e sugerindo que eles se encontrem pessoalmente. Cooper sugere que "Mike" pode ser um predador sexual, e Scotty diz a Mieke para ficar longe dele. O irmão mais novo de Scotty informa a ele que "Mieke" é o nome de uma garota alemã comum. Percebendo que ele havia confundido o nome dela, e que ele tem sentimentos por Mieke, Scotty tenta contatá-la novamente, mas descobre que Mieke bloqueou seu endereço de e-mail. Scotty decide viajar para a Europa com Cooper para encontrar Mieke e se desculpar pessoalmente.
Scotty e Cooper chegam a Londres, onde fazem amizade com um grupo de hooligans do Manchester United, liderada por Mad Maynard. Depois de uma noite bebendo, Scotty e Cooper acordam em um ônibus a caminho de Paris com os hooligans. Em Paris, eles se encontram com suas colegas Jenny e Jamie, gêmeos fraternos que estão em turnê pela Europa juntos. Jenny e Jamie decidem acompanhar Scotty e Cooper para encontrar Mieke em Berlim. 
O grupo viaja para Amsterdã, onde Jamie é assaltado enquanto recebe sexo oral em um beco, perdendo o dinheiro de todos, bem como passaportes e passagens de trem. Eles tentam pegar carona para Berlim, mas devido a um mal-entendido de linguagem, acabam em Bratislava. Encontrando uma ótima taxa de câmbio com o dólar americano, o grupo vai a uma boate. Bêbada de absinto, Jenny e Jamie se beijam, testemunhados por Scotty e Cooper, e ficam horrorizados quando percebem o que estão fazendo. 
No dia seguinte, um homem eslovaco leva-os a Berlim, onde eles descobrem que Mieke viajou com um grupo de turistas de verão, e ficará em Roma por um curto período de tempo, embarcando depois em uma viagem de navio, onde ficará incomunicável por três semanas. Jamie vende sua câmera Leica para comprar passagens de avião para Roma.
Em Roma, o grupo segue para a Cidade do Vaticano, onde Mieke está em turnê antes de seu verão no mar. Dentro do Vaticano, Scotty e Cooper procuram por Mieke e acidentalmente tocam a campainha que indica que o papa morreu. Scotty aparece em uma sacada e vê Mieke na multidão aplaudindo abaixo, que o confundiram com o recém-eleito papa. A Guarda Suíça detém Scotty e Cooper por suas ações, mas eles são resgatados pelos hooligans do Manchester United de Londres. Scotty finalmente se apresenta a Mieke e confessa seu amor. Mieke fica feliz em vê-lo, e eles fazem sexo em uma cabine confessional antes de partir em sua viagem. No vôo de volta para Ohio, Jenny e Cooper cedem seus impulsos e fazem sexo no banheiro do avião, enquanto Jamie fica na Europa depois de ser contratado por Arthur Frommer, para revisar o guia de viagens Frommer.
Como o filme chega ao fim, Scotty se muda para o Oberlin College no outono. Durante uma conversa telefônica com Cooper, que agora está namorando Jenny, Mieke bate à porta, tendo sido designada para o mesmo quarto devido a outro mal-entendido sobre o nome dela. Scotty e Mieke se abraçam e vão para a cama juntos.

## Elenco
- Scott Mechlowicz - Scott (Scotty) Thomas
- Jacob Pitts - Cooper Harris
- Michelle Trachtenberg - Jenny
- Travis Wester - Jamie
- Jessica Böhrs - Mieke
- Matt Damon - Roqueiro Namorado de Fiona
- Molly Schade- Candy (Garota na piscina)
- Kristin Kreuk - Fiona
- Nial Iskhakov - Bert Thomas (irmão de Scott)
- Vinnie Jones - Mad Maynard (Líder dos Hooligans)
- Patrick Rapold - Christoph
- Fred Armisen - Italiano tarado do trem
- Lucy Lawless - Madame Vandersexxx
- Diedrich Bader - Ladrão
- Rade Šerbedžija - Tibor
- J.P. Manoux - Mímico robô que aparece na fila do Louvre

## Produção
Para a produção de EuroTrip, o ator Matt Damon raspou sua cabeça durante a filmagem do filme. Todas as cenas foram filmadas na Europa, em Praga, República Tcheca, especialmente nas ruas próximas ao Rudolfinum. A cena quando os personagens principais embarcam na estação de trem em Paris foi filmado em Praga na principal estação ferroviária da cidade (Hlavní nádraží).

## Trilha sonora
EuroTrip: Music From The Motion Picture é a trilha sonora original do filme. Ela foi lançada pela gravadora Milan Records nos EUA em 24 de Fevereiro de 2004.

### Faixas
1. "Scotty Doesn't Know" - Lustra
2. "The Who Sings My Generation" - Chapeaumelon  (The Who cover)
3. "Wild One" - Wakefield
4. "99 Red Balloons" - Goldfinger (Nena cover)
5. "In the City" - The Jam
6. "Shooting Stars" - Cauterize
7. "Nonchalant" - Chapeaumelon
8. "Scotty Doesn't Know" (Euro Version) - MC Jeffsky
9. "Make My Dreams Come True" - Apollo 440
10. "Du" - David Hasselhoff (Peter Maffay cover)
11. "Les Promesses" - Autour De Lucie
12. "I Love Marijuana" - Linval Thompson
13. "Turn It Up" - Ugly Duckling
14. "Get Loose" - The Salads

- "England 5 - Germany 1", uma canção do semanal Inglês Oi! A banda interpreta Negócios sobre a viagem de ônibus dos hooligans a Paris. Esta música não aparecem na trilha sonora.
- "Ça plane pour moi", uma canção do músico belga Bertrand plástico pode ser ouvido quando os quatro amigos primeiro subem no trem. Esta canção não aparece na trilha sonora.
- "Let Forever Be", uma canção de Noel Gallagher do Oasis e cantada pelo The Chemical Brothers. Ela pode ser ouvida no filme edição notada quando os gêmeos são vistos se beijando, bêbados.

## Crítica
EuroTrip teve recepções mistas por parte da crítica especializada. No Rotten Tomatoes, o filme recebeu uma aprovação de 46%, com base em 119 avaliações, com uma classificação média de 5.1/10. No site Metacritic, o filme tem uma nota de 45 em 100, com base em 30 críticos. No Imdb, reservado para a avaliação do público, o filme tem uma nota 6.6/10.